# Valley (Alabama)
Valley é uma cidade localizada no estado americano de Alabama, no Condado de Chambers.

## Demografia
Segundo o censo americano de 2000, a sua população era de 9198 habitantes.
Em 2006, foi estimada uma população de 8931, um decréscimo de 267 (-2.9%).

## Geografia
De acordo com o United States Census Bureau, a localidade tem uma área de 25,2 km², sem área coberta por água.

## Localidades na vizinhança
O diagrama seguinte representa as localidades num raio de 32 km ao redor de Valley.